# Liure (ort)
Liure är en ort i Honduras.   Den ligger i departementet El Paraíso, i den södra delen av landet, 60 km söder om huvudstaden Tegucigalpa. Liure ligger 223 meter över havet och antalet invånare är 1 022.
Terrängen runt Liure är kuperad. Runt Liure är det glesbefolkat, med 13 invånare per kvadratkilometer. Närmaste större samhälle är Orocuina, 6,2 km söder om Liure. Omgivningarna runt Liure är en mosaik av jordbruksmark och naturlig växtlighet.